# American Horror Story: Asylum
American Horror Story: Asylum é a segunda temporada da série de televisão American Horror Story, da FX. A temporada estreou em 17 de outubro de 2012 e terminou em 23 de janeiro de 2013.
Os membros do elenco que retornam da temporada anterior incluem Zachary Quinto, Sarah Paulson, Evan Peters, Lily Rabe e Jessica Lange, junto com os novos membros de elenco Joseph Fiennes, Lizzie Brocheré e James Cromwell.

## Sinopse
A história segue os pacientes, médicos e freiras que ocupam a Instituição Mental de Briarcliff, em Massachusetts, Estados Unidos, no ano de 1964. A instituição é comandada pela Irmã Jude Martin, com sua capacho fiel, Irmã Mary Eunice McKee. Briarcliff foi fundada pelo monsenhor Timothy Howard para tratar de criminosos insanos. O psiquiatra Dr. Oliver Thredson e o cientista Dr. Arthur Arden tratam os pacientes dentro das instalações. Os pacientes, muitos dos quais afirmam ser internados injustamente, incluem a jornalista lésbica Lana Winters, o acusado de ser um serial killer, Kit Walker, e a suposta assassina, Grace Bertrand.

## Elenco e personagens

### Principal
- Zachary Quinto como Dr. Oliver Thredson
- Joseph Fiennes como Monsenhor Timothy Howard
- Sarah Paulson como Lana Winters
- Evan Peters como Kit Walker
- Lily Rabe como Irmã Mary Eunice Mckee
- Lizzie Brocheré como Grace Bertrand
- James Cromwell como Dr. Arthur Arden
- Jessica Lange como Irmã Jude Martin

### Convidados especiais
- Chloë Sevigny como Shelley
- Ian McShane como Leigh Emerson

### Recorrente
- Adam Levine como Leo Morrison
- Jenna Dewan-Tatum como Teresa Morrison
- Clea DuVall como Wendy Peyser
- Mark Consuelos como Spivey
- Britne Oldford como Alma Walker
- Fredric Lehne como Frank McCann
- Barbara Tarbuck como Madre Superiora Claudia
- Matthew John Armstrong como Detetive Byers
- Joel McKinnon Miller como Detetive Connors
- Mark Margolis como Sam Goodwin
- Frances Conroy como Shachath
- Naomi Grossman como Pepper

### Convidado
- Joe Egender como Billy
- Devon Graye como Jed Potter
- Robin Weigert como Cynthia Potter
- John Aylward como Padre Malachi
- Andrew Rothenberg como Sr. Potter
- Jenny Wade como Prostituta
- Jennifer Holloway como Barb
- Vanessa Mizzone como Lois
- Franka Potente como Anne Frank / Charlotte Brown
- David Chisum como Jim Brown
- Amy Farrington como Sra. Reynolds
- Nikki Hahn como Jenny Reynolds
- Bob Bancroft como Harry Kirkland
- Eugene Byrd como Parceiro de Greyson
- David Gianopoulos como Detetive John Greyson
- Kirk Bovill como Phil
- Kasey Mahaffy como Padre James
- William Mapother como Homem no carro
- Sean Patrick Thomas como Terry
- Tongayi Chirisa como Miles
- Debra Christofferson como Sra. Stone
- Lily Knight como Irmã Felicity
- Don Stark como Advogado de Kit
- Jennifer Holland como Enfermeira Blackwell
- Erin Allin O'Reilly como Enfermeira Fuller
- Chris McGarry como Sr. Lancaster
- Lara Harris como Rhonda Lancaster
- Tehya Scarth como Susie Lancaster
- Brooke Smith como Dra. Gardner
- Mary-Pat Green como Freira #1
- Cyd Strittmatter como Freira #2
- Rebecca Metz como Lorene
- John Pleshette como Presidente do Comitê
- Jill Marie Jones como Pandora
- Gwynyth Walsh como Dra. Stevens
- Robin Bartlett como Dra. Miranda Crump
- Jack Conley como Policial Woods
- Lorinne Vozoff como Dona de livraria usada
- Deirdre Lovejoy como Anfitriã de Lana
- Elizabeth Bond como Rena
- Camille Chen como April Mayfield
- Joan Severance como Marion

## Episódios
| N.º na série | N.º na temp. | Título                                                        | Dirigido por        | Escrito por     | Exibição original      | Audiência (milhões) |
| --- | ------------ | ------------------------------------------------------------- | ------------------- | --------------- | ---------------------- | ------------------- |
| 13 | 1            | "Welcome to Briarcliff" "(Bem-Vindo à Briarcliff)"            | Bradley Buecker     | Tim Minear      | 17 de outubro de 2012  | 3.85                |
| Em 2012, Leo e Teresa são recém-casados que resolveram passar a lua de mel em lugares tidos como mal-assombrados. Ao visitar o Sanatório Briarcliff, eles são surpreendidos por um monstro que decepa o braço de Leo. Em 1964, Kit Walker é surpreendido por Billy que o ameaça por ter descoberto que ele casou-se com Alma, uma jovem afro-americana. Kit e Alma têm uma noite de amor juntos, mas são surpreendidos por algo sobrenatural. Kit testemunha Alma sendo abduzida por uma nave espacial. Lana Winters, uma jornalista em ascendência, é recepcionada pela irmã Mary Eunice ao visitar Briarcliff. Lana flagra irmã Jude, a diretora do sanatório, punindo Shelly, uma paciente que é viciado em sexo. Irmã Jude percebe que Lana mentiu sobre suas pretensões na entrevista. O mais novo paciente chega ao sanatório, apelidado de Cara Sangrenta por matar suas vítimas, todas mulheres, e depois arrancar sua pele. Kit jura inocência a Irmã Jude que não acredita e ainda lhe surra. Grace alerta Kit sobre os perigos de Briarcliff, mas mesmo assim, ele se mete em confusão. Irmã Jude o prende na solitária e Grace não o abandona. Irmã Jude acusa Dr. Arden pelo desaparecimento de quatro pacientes do sanatório. Lana confidencia a Wendy, sua namorada, seus planos de fazer uma matéria investigativa sobre o sanatório Briarcliff denunciando os maus tratos de irmã Jude às autoridades. Irmã Jude tem pensamentos eróticos com o monsenhor Timothy. Dr. Arden usa Mary Eunice para alimentar seus monstros que ele usa para fazer experimentos. Lana flagra Mary Eunice. Kit é dopado pelo Dr. Arden. Em 2012, Teresa tenta salvar Leo, mas descobre que está trancada em Briarcliff. Em 1964, Lana investiga o sanatório e quase é flagrada por Jude. Dr. Arden retira um microchip do pescoço de Kit. Lana é atacada nos corredores por um monstro. Mary Eunice se humilha a Jude pedindo perdão pelo descuido de deixar Lana entrar no sanatório. Jude aprisiona Lana e a torna sua nova paciente. Wendy assina o papel de internação declarando Lana como doente mental. Dr. Arden e Jude travam mais um embate. Em 2012, Teresa é encurralada por um monstro. |              |                                                               |                     |                 |                        |                     |
| 14 | 2            | "Tricks and Treats" "(Truques e Guloseimas)"                  | Bradley Buecker     | James Wong      | 24 de outubro de 2012  | 3.06                |
| Em 2012, Teresa volta para tentar Leo, mas não consegue. O monstro esfaqueia Leo. Em 1964, Wendy expõe sua aflição a suas amigas por ter caído na chantagem de Irmã Jude e, em seguida, é assassinada pelo Cara Sangrenta. Irmã Jude inspeciona os aposentos dos pacientes e descobre um caderno de anotações sobre o que acontece em Briarcliff nas coisas de Lana. Irmã Jude convence Dr. Arden a aplicar choques nas têmporas de Lana para que ela esqueça o que presenciou. Dr. Oliver Thredson, psiquiatra responsável pelo caso Cara Sangrenta, entrevista Kit e conclui que seu prontuário é insanidade clínica aguda. Irmã Mary Eunice leva restos mortais pros experimentos de Dr. Arden e Shelly observa tudo pela janela. Lana tenta lembrar de algo, mas consegue pouquíssima coisa. Lana ouve Kit e Grace planejando fugir do sanatório. Dr. Thredson questiona o método de tratamento de Jude em Briarcliff, que o enfrenta. A família Potter procura ajuda para Jed que tem sido possuído por um demônio que o fez falar em línguas e comer uma vaca viva. Contra a vontade de Irmã Jude, Dr. Thredson decide acompanhar o caso de Jed, que mais uma vez fica possesso. Grace ajuda Lana a se livrar da banheira que está presa e ela propõe um plano de fuga por um túnel que ela viu quando entrou. Shelly tenta seduzir Dr. Arden, mas é humilhada. Dr. Thredson tenta enviar Jed para um hospital, mas Jude já convidou o monsenhor Timothy e o padre Malachi para realizarem um exorcismo. Lana pede que Grace não conte a Kit sobre o plano de fuga. Na hora da revista, Lana e Grace são separadas. Começa o exorcismo de Jed. O diabo fala dos desejos sexuais de Jude que se enfraquece e se constrange. Padre Malachi a tira do quarto chamando-a de fraca. Dr. Arden contrata uma prostituta para fingir ser Irmã Mary Eunice por uma noite e assim poder fazer sexo com ela. O diabo atormenta Dr. Thredson e Irmã Jude com seus pecados. Falta energia no sanatório e todas as portas elétricas se abrem, deixando os pacientes soltos. Lana e Grace fogem, mas Kit tenta fugir junto e Lana o denuncia fazendo com que ele sofra. Jed não suporta a possessão e morre. Irmã Mary Eunice desmaia em seguida. A prostituta desconfia que Dr. Arden seja o Cara Sangrenta ao ver fotos de torturas com mulheres em sua gaveta, conseguindo fugir a tempo. Irmã Mary Eunice passa misteriosamente a se insinuar a dr. Arden. Jude recompensa Lana por ter denunciado a fuga de Kit e Grace fazendo com que ela escolha com o que eles irão apanhar. Para poupar Grace, Kit insiste que ele armou tudo e é punido. |              |                                                               |                     |                 |                        |                     |
| 15 | 3            | "Nor'easter" "(Nor'easter)"                                   | Michael Uppendahl   | Jennifer Salt   | 31 de outubro de 2012  | 2.47                |
| Em 2012, mesmo ferido, Leo consegue salvar Teresa do monstro se jogando sobre ele. Teresa esfaqueia o monstro, matando-o. Ao sair da câmara, eles se deparam com mais dois "monstros" que os matam com tiros. Os "monstros" tiram as máscaras e se surpreendem por terem matado-los. Outro monstro aparece com um machado na mão assustando-os. Em 1964, Mary Eunice entrega Jude o jornal e ela se desespera com a notícia da investigação da polícia sobre a morte de uma jovem adolescente. Dr. Arden investiga o chip que tirou de Kit. Jude relembra de quando atropelou a adolescente. Jude e Thredson voltam a discutir e ele desconfia que ele lhe mandou o jornal. Mary Eunice anuncia aos detentos que haverá uma tempestade à noite e eles irão realizar um cinema para distraí-los. Grace rejeita a companhia de Lana. Mary Eunice provoca Jude usando batom vermelho. Dr. Arden corta o pescoço de Kit para encontrar mais chips e desconfia de que ele é um espião dos alemães em terras norte-americanas. Mary Eunice mata uma paciente do sanatório e deixa seu corpo para os experimentos de Arden comerem. Mary Eunice fica bêbada e tenta seduzir Arden que a rejeita. Lana pede a ajuda de Thredson para sair do Briarcliff alegando que foi presa injustamente, ele garante ajudá-la. Shelly entra para o novo plano de fuga de Kit e Grace. Arden decide dormir no sanatório por causa da chuva e Jude garante que está de olho nele. Jude recebe uma ligação da adolescente que atropelou e fica bêbada. Jude anuncia o filme para os pacientes e todos percebem que ela está bêbada. Lana pergunta sobre Wendy a Thredson e ele conta que não a encontrou em casa, mas viu características semelhantes aos crimes de Cara Sangrenta. Kit, Grace, Lana e Shelly escapam durante o cinema, mas Shelly fica para despistar o enfermeiro. Arden passa batom na estátua da santa do sanatório e depois a quebra chamando-a de prostituta. Shelly se livra do enfermeiro, mas Arden a deixa encurralada. Kit, Grace e Lana cansam de esperar Shelly e fogem sozinhos. Arden tenta estuprar Shelly, mas não tem ereção. Irritado, ele a deixa inconsciente. Durante a fuga, Kit, Lana e Grace se deparam com os monstros de Arden no quintal. Mary Eunice alerta Jude sobre o sumiço de pacientes. Shelly acorda na maca de Arden e percebe que suas pernas foram amputadas. |              |                                                               |                     |                 |                        |                     |
| 16 | 4            | "I Am Anne Frank (Part 1)" "(Eu Sou Anne Frank (Parte 1))"    | Michael Uppendahl   | Jessica Sharzer | 7 de novembro de 2012  | 2.65                |
| Jude recebe Anne Frank, uma nova paciente acusada de ser antissemita. Arden aplica um soro em Shelly para que ela viva para sempre. Kit conta a Grace sobre as investigação de Arden em seu corpo para encontrar mais rastreadores. Kit garante que quem implantou esses chips foram extra-terrestres. Grace revela que está Briarcliff injustamente e lembra da chacina que aconteceu com sua família. Thredson afirma que irá conseguir tirar Lana do sanatório. Anne Frank escreve suas memórias e reconhece Arden o acusando de nazista. Anne Frank é levada à sala de Jude e conta como sobreviveu à Segunda Guerra Mundial. Thredson manipula Kit para que ele confesse em seu gravador que é o Cara Sangrenta. Lana sonha com seu reconhecimento jornalístico por sobreviver e denunciar os maus tratos em Briarcliff. Depois da manipulação de Thredson, Kit começa a se achar louco. Grace tenta alertá-lo sobre o que fez. Mesmo após ameaçá-la, Grace acredita em Kit. Os dois transam, mas são flagrados pelo segurança Frank. Mary Eunice se mostra eficiente. Jude decide esterilizá-los. Mary Eunice mostra a Kit um dossiê com fotos da prisão de Grace e o alerta dizendo que Grace mentiu a ele. Os detetives Byers e Connors investigam Arden após a denúncia da prostituta que fugiu de sua casa. Jude confirma suas suspeitas de que Arden era nazista e torturou Anne Frank na guerra. Thredson aplica apomorfina em Lana para que ela vomite toda vez que ver fotos de mulheres nuas. Lana não reage e Thredson pede que ela dê prazer a um paciente. Lana não consegue. terapia da aversão. Jude conta ao Monsenhor Timothy que tem certeza de que Arden está envolvido na tortura de Anne Frank e ele a acusa de não estar preparada para se manter como chefe do sanatório. Timothy ordena que Arden se livre de Shelly. Jude pede a ajuda da Madre Superiora Claudia para alertar Timothy dos atos suspeitos de Arden. Em celas diferentes, Kit exige que Grace conte a verdade sobre a morte de sua família e ela confessa que os assassinou. Kit, mesmo assim, perdoa Grace. Thredson presenteia Lana com uma foto de Wendy e garante que em poucos dias a tirará do sanatório. Kit confessa a irmã Jude que, não tem certeza, mas desconfia que matou Alma e a todas que o acusaram. Arden leva Anne Frank a seu consultório, ela reage sacando uma arma que roubou dos detetives. Arden não se rende e leva um tiro. Anne Frank descobre que Shelly está sofrendo mutação e se transformando em monstro. Shelly implora que ela a mate.                                                                     |              |                                                               |                     |                 |                        |                     |
| 17 | 5            | "I Am Anne Frank (Part 2)" "(Eu Sou Anne Frank (Parte 2))"    | Alfonso Gomez-Rejon | Brad Falchuk    | 14 de novembro de 2012 | 2.78                |
| Irmã Jude se encontra com Sam, um investigador, para que ele faça um dossiê acusando Dr. Arden de ter sido um torturador nazista. Anne Frank é rendida por policiais. Jude investiga a sanidade de Anne Frank, mas os detetives Byers e Connors descobrem que ela tem um surto psíquico de achar que é Anne Frank, mas na verdade, se chama Charlotte. Jim, marido de "Anne", não quer admitir que ela é doente mental, mas sim que está pertubada por não conseguir cuidar do bebê deles. Mary Eunice avisa a Kit que Jude decidiu esterelizar apenas Grace. Grace é abduzida. Thredson pede que Lana se prepare para a fuga após o jantar. Kit confessa no gravador de Thredson que é Cara Sangrenta para que saia de Briarcliff e tente fugir na ida para a prisão. Jude não consegue localizar Sam novamente. Arden exige perdão das acusações de Jude. Mary Eunice ajuda Arden com seus ferimentos. Shelly perambula pela cidade assustando as pessoas com sua nova forma de monstro. Jim intercede por Charlotte, mas Jude permite que ela seja usada por Arden. Lana consegue fugir com Thredson. Jude descobre que Lana fugiu do sanatório e teme por sua demissão. Lana descobre que Thredson é o verdadeiro Cara Sangrenta. Kit encontra Grace sangrando após a esterelização. Kit é preso acusado de ser o Cara Sangrenta. Grace revela a Kit que Alma está viva. Lana encontra o cadáver de Wendy. Jude passa a noite com Frank. Charlotte e Jim voltam a ser um casal feliz, porém, ela não mentiu quanto ao fato de Arden ter sido nazista. |              |                                                               |                     |                 |                        |                     |
| 18 | 6            | "The Origins of Monstrosity" "(As Origens da Monstruosidade)" | David Semel         | Ryan Murphy     | 21 de novembro de 2012 | 1.89                |
| Em 2012, policias encontram os corpos dos falsos monstros pendurados no teto, após uma denúncia anônima. Em 1964, Jude recebe o caso de Jenny, uma criança que assassinou o colega da escola. Jude não aceita o caso. Thredson conta a Lana sobre sua mãe que nunca conheceu e só veio a encontrá-la após morta numa aula da faculdade de medicina com cadáveres; e afirma que Lana será sua nova mãe. Sam confirma as suspeitas de Jude. Jenny é deixada no sanatório. Timothy é chamado no hospital para dar a extrema-unção sobre Shelly. Timothy lembra de quando conheceu Arden e ele lhe propôs participar dos testes experimentais em busca do cargo de monsenhor. Timothy mata Shelly enforcada e depois cobra explicações dos testes de Arden estarem passando dos limites. Spivey se torna a nova vítima e Arden explica o motivo de seus experimentos: preservar a raça humana de uma possível explosão nuclear tornando corpos humanos vulneráveis a todo o tipo de calor. Timothy quer sair do negócio, mas Arden o chantageia. Mary Eunice confessa a Jenny que ela é o diabo; e lembra da humilhação que sofreu quando jovem. Timothy decide afastar Jude do cargo de diretora do sanatório. Jude arruma suas malas para ir embora. Kit liga para Thredson para que ele o ajude a sair da cadeia, mas ele se faz de desentendido. Kit percebe que caiu numa armadilha. Thredson percebe que Lana está tentando fugir. Mary Eunice rouba o vestido sensual de Jude. Jude se despede de Arden antes de sair do sanatório. Mary Eunice mata Sam degolado e liga para Jude. Jude aparece na casa de Sam e vê-lo sangrando. Arden e Mary Eunice se tornam sócios. Mary Eunice usa Jenny para encobrir a morte de Spivey. Thredson revela a Lana que já tinha escolhida ela para ser sua mãe a mais tempo do que ela imaginava. Em 2012, os policiais descobrem que Teresa ainda está viva. |              |                                                               |                     |                 |                        |                     |
| 19 | 7            | "Dark Cousin" "(O Primo das Trevas)"                          | Michael Rymer       | Tim Minear      | 28 de novembro de 2012 | 2.27                |
| A hemorragia de Grace não estanca e o anjo da morte tenta lhe dar o beijo da morte, mas as enfermeiras conseguem ressuscitá-la a tempo. Mary Eunice descobre que não foi Arden quem esterelizou Grace. Arden desafia Mary Eunice que usa seus poderes para amedrontá-lo. Miles, um paciente, corta os pulsos tentando cometer suicídio. Mary Eunice se desespera ao ver o que ele escreveu com sangue na parede. O anjo da morte beija Miles, que morre. Mary Eunice expulsa o anjo da morte, mas as duas travam um embate, fazendo com que o diabo se enfraqueça no corpo de Mary Eunice. Grace é medicada. Thredson estupra Lana. Kit deixa o delegado inconsciente e foge da cadeia. O anjo da morte tenta levar Lana, mas ela não permite. Thredson tenta dopar Lana, mas ela reage aprisionando-o nas suas próprias algemas. Lana consegue uma carona com um suicida que explode sua cabeça causando um acidente de carro. Quando acorda, Lana percebe que está amarrada a uma maca em Briarcliff. Jude tenta salvar Sam e lembra do dia do atropelamento e de como foi decidiu se tornar freira. Mary Eunice liga para Jude para alertar sobre a culpa que irá cair sobre ela pela morte de Sam. Jude pensa em suicidiar-se e o anjo da morte aparece. Jude nega morrer e visita aos pais da menina que matou atropelada, mas para sua surpresa, a menina não morreu e outra pessoa foi acusada em seu lugar. Lana implora a ajuda de Mary Eunice para denunciar Thredson. Kit volta para salvar Grace de Briarcliff, mas eles são atacados por um dos monstros de Arden. Grace é baleada e o anjo da morte a beija. |              |                                                               |                     |                 |                        |                     |
| 10 | 8            | "Unholy Night" "(Noite Profana)"                              | Michael Lehmann     | James Wong      | 5 de dezembro de 2012  | 2.36                |
| Em 1962, um cover de Papai Noel é assassinado por Leigh, que rouba sua fantasia para assim invadir e disfarçado assassinar toda uma família. Em 1964, Mary Eunice improvisa uma árvore de Natal. Arden constata que Grace está morta. Jude tenta matar Mary Eunice para que o diabo saia de seu corpo, mas ela é flagrada e vai presa. Mary Eunice presenteia Leigh com uma fantasia de Papai Noel. Em 1963, Leigh come a orelha de um jornalista para desafiar o poder de Irmã Jude. Em 1964, Mary Eunice liberta Leigh da solitária. Arden presenteia Mary Eunice com brincos e ela percebe o puxa-saquismo. Lana passa mal e começa a vomitar. Jude pede que a Madre Superiora Claudia permita sua volta a Briarcliff. Arden pede a ajuda de Jude para tirar Mary Eunice do poder. Monsenhor Timothy festeja o Natal com os pacientes de Briarcliff e elogia a mudança de comportamento de Leigh. Kit lembra de seu último Natal, quando Alma estava grávida, mas, em seguida, tem alucinações com Grace. Lana acorda Kit para que eles formulem um plano de fuga. Arden põe Jude escondida em Briarcliff. Leigh tenta matar Frank, mas não consegue. Frank o prende na solitária e, em seguida, revela-se que o pedido veio de Mary Eunice. Mary Eunice mata Frank e solta Leigh na sala em que Jude foi presa por Arden. Arden e Mary Eunice festejam a futura morte de Jude. Thredson tenta sequestrar Lana de Briarcliff, mas Kit a salva. Leigh espanca Jude lembrando do que ela já o fez. Kit impede Lana de matar Thredson. Em atitude de defesa, Jude esfaqueia Leigh. Arden leva o corpo de Grace para seus experimentos. Thredson se torna refém de Kit e Lana. |              |                                                               |                     |                 |                        |                     |
| 21 | 9            | "The Coat Hanger" "(O Cabide)"                                | Jeremy Podeswa      | Jennifer Salt   | 12 de dezembro de 2012 | 2.22                |
| Em 2012, Johnny Morgan, filho do Dr. Thredson, confessa a sua psicóloga que matou Teresa e outras pessoas para arrancar suas peles. Em 1964, Lana descobre que está grávida de Thredson. Jude acorda presa numa maca em Briarcliff e Timothy a acusa de ter matado Frank e de tentar assassinar Leigh. Timothy se chateia ao perceber o quanto Jude mudou e Mary Eunice o consola. Jude se descontrola alegando que é inocente. Leigh se demonstra arrependido de seus pecados. Kit planeja uma forma de fazer Thredson confessar seus crimes. Lana revela que está grávida e através da chantagem de cometer aborto, Thredson confessa todos os crimes. Lana grava e revela que já cometeu o aborto. Kit é surpreendido por Arden no banheiro. Arden avisa que ele será usado no seu próximo experimento. O enfermeiro impede que Lana roube uma faca do refeitório. Timothy encontra Leigh na igreja e ele se diz arrependido. Timothy propõe um batismo. Após a imersão nas águas, Leigh tenta afogar Timothy. Lana improvisa uma arma, mas percebe que Thredson fugiu do cativeiro liberado por Mary Eunice. Em 2012, Johnny faz uma nova vítima após matar sua psicóloga. Em 1964, Lana descobre que Jude também virou paciente de Briarcliff. Arden tenta usar Kit em seu novo experimento, mas forças sobrenaturais não permitem. Arden reencontra Grace viva e grávida de nove meses. Timothy é pregado numa cruz e o anjo da morte aparece para lhe buscar. |              |                                                               |                     |                 |                        |                     |
| 22 | 10           | "The Name Game" "(O Jogo do Nome)"                            | Michael Lehmann     | Jessica Sharzer | 2 de janeiro de 2013   | 2.21                |
| Kit é ressuscitado por Arden antes que seja irreversível. Pepper se revela guardiã de Grace. O anjo da morte não leva Timothy e o alerta quanto o diabo residindo em Briarcliff no corpo de Mary Eunice. O tocador de músicas quebra e é instalado um jukebox. Kit e Lana se reencontram. Thredson ameaça piorar seus tratamentos e avisa que se tornou psiquiatra efetivo. Jude se encontra na sarjeta. Lana implora ajuda de Mary Eunice que a esnoba. Jude cospe na cara de Mary Eunice que a leva para o tratamento de choques em estado máximo. Mary Eunice cuida dos ferimentos de Timothy que tenta exorcizá-la, mas ela acaba seduzindo-o. Mary Eunice tira a pureza de Timothy ao transarem. Arden flagra tudo. Jude perde a noção do real e tem alucinações ao dançar "The Play Game". Arden tem ciúmes de Mary Eunice e não vê mais motivos de continuar sua ciência. Arden mata todos os seus experimentos e tenta se suicidar, mas não consegue. Jude perde o movimento das mãos e Timothy tem pena de seu estado e pede desculpas por não ter acreditado no que ela dizia de Mary Eunice. Timothy pensa em renunciar seus votos. Grace entra em trabalho de parto. Timothy tenta exorcizar Mary Eunice, mas é em vão. Mary Eunice luta contra o diabo e pede que Timothy a ajude. Ele a empurra do terceiro andar. O anjo da morte beija Mary Eunice, que morre. Arden acusa Timothy de te-la matado. Thredson leva Kit para conhecer seu bebê e ele reencontra Grace viva. Kit revela onde está a gravação contra Thredson, mas Lana é mais rápida e o impede de pegá-la. Jude intercede para que Claudia ajude Lana a fugir. Dr. Arden acende a fornalha e se deita sobre o corpo da Irmã Mary Eunice para que os dois morram juntos. Arden e Mary Eunice morrem queimados. |              |                                                               |                     |                 |                        |                     |
| 23 | 11           | "Spilt Milk" "(Leite Derramado)"                              | Alfonso Gomez-Rejon | Brad Falchuk    | 9 de janeiro de 2013   | 2.51                |
| Em 2012, Johnny contrata uma prostituta para que ela finja ser sua mãe. Em 1964, Thredson liberta Kit para que ele cuide de seu bebê que nasceu e de Grace. Grace explica que foi abduzida e fertilizada por extra-terrestres. Timothy intervem para levar a criança a um orfanato. Lana entrega a cópia da gravação da confissão de Thredson a madre superiora Claudia. Após sofrer tratamento com choques, Jude perde a noção dos sentidos e fica louca. Lana promete voltar para salvá-la. Lana consegue fugir de Briarcliff com a gravação e Thredson se desespera. Lana e Thredson têm um acerto de contas em que ela o mata com tiros. Lana visita o túmulo de Wendy. Algum tempo se passa e Lana tem reconhecimento nacional como jornalista. Timothy tenta fugir das provas contra Briarcliff. Jude provoca Timothy quanto sua mudança de caráter e é levada para a solitária. A polícia descobre que Cara Sangrenta é Thredson e inocenta Kit. Kit exige que Timothy devolva-lhe Grace e seu filho para que eles vivam felizes. Timothy fecha o acordo assinando um atestado de óbito para Grace. Kit, Grace e seu bebê se mudam para uma nova casa. Kit se surpreende ao reencontrar Alma com um bebê nos braços. Lana tenta cometer um aborto, mas desiste. Lana publica seu livro com seu depoimento em Briarcliff. Lana interdita Briarcliff com suas denúncias e descobre por Timothy que Jude se suicidou. Lana dá à luz ao bebê de Thredson. |              |                                                               |                     |                 |                        |                     |
| 24 | 12           | "Continuum" "(Continuidade)"                                  | Craig Zisk          | Ryan Murphy     | 16 de janeiro de 2013  | 2.30                |
| Em 1967, Kit está ensangrentado e com um machado nas mãos. Alma reclama a Kit que Grace está com fixação em desenhos de aliens e abdução. Kit dá mais atenção a Grace e Alma volta a reclamar. Alma e Grace brigam. Durante a noite, Alma mata Grace com uma machadada na cabeça. Timothy é elegido a Cardeal e dá alta a Jude que ainda está em Briarcliff. Jude passa a dividir cela com o anjo da morte na forma humana. Kit interna Alma em Briarcliff. Jude pede mudança para a cela de Pepper, mas ela descobre que Pepper já morreu há um ano. O livro de Lana sobre seu depoimento em Briarcliff se torna um best-seller, mas ela é perseguida por mentir em vários momentos da história. Kit a alerta quanto o sucesso lhe subir a cabeça. Alma morre em Briarcliff. Lana descobre que Jude ainda está presa, mas mostra desdém. Em 2012, Johnny compra o livro de Lana e está disposto a tudo por vingança. |              |                                                               |                     |                 |                        |                     |
| 25 | 13           | "Madness Ends" "(O Fim da Loucura)"                           | Alfonso Gomez-Rejon | Tim Minear      | 23 de janeiro de 2013  | 2.29                |
| Em 2012, Johnny lê detalhes do que aconteceu em Briarcliff no livro de Lana e vai ao sanatório. Incomodado com a presença de Leo e Teresa, decide assustá-los. Johnny amputa o braço de Leo. Lana participa do programa de entrevistas de April Mayfield e relata suas experiências no sanatório Briarcliff. Lana mente durante todas as suas matérias de reportagem, inclusive dizendo que após muito tempo voltou para salvar Jude. Johnny se inflitra como assistente do programa. Kit e Lana relembram como Jude saiu do sanatório e o quanto ela ajudou na criação de seus filhos após a morte das mães deles. O anjo da morte leva Jude após uma febre forte. Ainda na entrevista, Lana relata o suicídio de Timothy e confessa que mentiu há 40 anos atrás quando disse ter abortado. Kit se casa novamente e é abduzido com toda sua família já velho. Após a entrevista, Johnny se revela a Lana como seu filho e os dois têm um acerto de contas. Lana engana Johnny tratando-o com amor e carinho, mas, ela reverte o jogo e atira em sua cabeça, matando-o. Em 1964, Lana entrevista Irmã Jude em Briarcliff e ela se mostra capaz de tudo para conquistar a fama e o sucesso. |              |                                                               |                     |                 |                        |                     |

## Produção

### Desenvolvimento
Em outubro de 2011, a emissora FX renovou a série para uma segunda temporada. Em dezembro de 2011, o co-criador da série, Ryan Murphy, anunciou seus planos para mudar os personagens e a localização na segunda temporada. No entanto, ele disse que alguns atores que estavam na primeira temporada, retornariam: "Os atores que retornarão interpretarão personagens, criaturas e monstros completamente diferentes. A história da família Harmon já terminou".

### Escolha de elenco
Em março de 2012, Ryan Murphy revelou que a segunda temporada foi projetado para Jessica Lange, dizendo: "Isso vai ser realmente o show da Jessica Lange, por isso, estou muito animado. Estamos projetando este incrível novo oposto do personagem de Constance para ela. Ela e eu temos falado sobre coisas diferentes. Ela tem um monte de ideias, e tem várias fontes em seu caráter. Ela me disse algumas coisas que sempre quis fazer como atriz". Zachary Quinto, que teve um papel menor como Chad na primeira temporada, foi confirmado como um dos protagonistas masculinos em março de 2012. No William S. Paley Television Festival, Evan Peters, Sarah Paulson e Lily Rabe foram confirmados para retornar em papéis não especificados. Foi relatado em março de 2012, que o vocalista da banda Maroon 5, Adam Levine, estaria em negociações para aparecer na segunda temporada. Ele interpretaria "um personagem de maneira contemporânea e metade de um casal conhecido apenas como "The Lovers", de acordo com Tim Stack, da Entertainment Weekly. Em abril de 2012, Lizzie Brocheré foi escalada para interpretar uma personagem descrita como "uma ardente, muito ardente, extremamente sexual e perigosa bomba sexy infantil e selvagem" para ser rival da nova personagem de Jessica Lange. Chloë Sevigny desempenharia o papel de Shelly, uma ninfomaníaca que foi deixada no sanatório por seu marido; a personagem de Chloë Sevigny foi considerada como uma outra rival ninfomaníaca da personagem de Jessica Lange. Em maio de 2012, James Cromwell foi designado a co-estrelar como o Dr. Arden, um homem que trabalha no sanatório, e que poderia ser um Nazi. Em junho de 2012, o ator Joseph Fiennes entrou para o elenco principal, como o monsenhor Timothy Howard, um possível interesse amoroso da Irmã Jude, personagem de Jessica Lange. Ainda em junho de 2012, Chris Zylka foi escalado para interpretar Daniel, descrito como "o menino mais bonito do mundo e um mudo surdo". Britne Oldford foi escalada para o papel recorrente de Alma, outra paciente da instituição. Em julho de 2012, Mark Consuelos foi escalado como um paciente chamado Spivey. Também em julho, Clea DuVall e Franka Potente foram escaladas para papéis não especificados. Em 6 de agosto de 2012, Blake Sheldon foi escalado para o papel duplo de Devon e Cooper, ambos descritos como "altos, magros e psicopatas". Em setembro de 2012, Frances Conroy foi escalada para interpretar o "Anjo da Morte", de acordo com Ryan Murphy em seu Twitter.